# پست‌مدیا نتورک
پست‌مدیا نتورک (انگلیسی: Postmedia Network) شرکت رسانه‌ای کانادایی است، که در سال ۲۰۱۰ تأسیس شد.